# گوستاوو لومباردو
گوستاوو لومباردو (ایتالیایی: Gustavo Lombardo؛ ۳ سپتامبر ۱۸۸۵ – ۱۵ مارس ۱۹۵۱) تهیه‌کننده فیلم اهل ایتالیا بود.
از فیلم‌های وی می‌توان به فرشته سپید اشاره کرد.